# Mirosław Nagielski
Mirosław Władysław Nagielski (ur. 28 lipca 1952 w Warszawie) – polski historyk, profesor nauk humanistycznych.

## Życiorys
Studia historyczne na Uniwersytecie Warszawskim ukończył w 1976. Doktorat obronił w 1982, a habilitację w 1995 na podstawie dzieła Rokosz Jerzego Lubomirskiego w 1665 roku. Tytuł naukowy profesora uzyskał w 2012.
Specjalizuje się w biografistyce, historii powszechnej XVI–XVIII wieku, historii wojskowości, staropolskiej sztuce wojennej XVI–XVIII wieku. Pełni funkcję prodziekana ds. finansów i badań naukowych Wydziału Historycznego Uniwersytetu Warszawskiego. Był zastępcą dyrektora ds. ogólnych Instytutu Historycznego Uniwersytetu Warszawskiego.
Współpracuje z Wydziałem Historycznym Akademii Humanistycznej im. Aleksandra Gieysztora w Pułtusku.
Członek Zespołu Historii Wojskowości w Komitecie Nauk Historycznych PAN.
Powołany do Rady Muzeum przy Zamku Królewskim w Warszawie. 
W 2024 otrzymał Nagrodą im. Joachima Lelewela.

## Ważniejsze publikacje
- Liczebność i organizacja gwardii przybocznej i komputowej za ostatniego Wazy (1648–1668) (1989)
- Warszawa 1656 (1990), seria Historyczne Bitwy
- Rokosz Jerzego Lubomirskiego w 1665 roku (1994)
- The decline of the traditional Polish warfare in the period of the Great Northern War (2010)
- Druga wojna domowa w Polsce. z dziejów polityczno-wojskowych Rzeczypospolitej u schyłku rządów Jana Kazimierza Wazy (2011)
- biogramy w Polskim Słowniku Biograficznym